# Zagorica, Litija
Zagorica je naselje v Občini Litija. Ustanovljeno je bilo leta 1995 iz dela ozemlja naselja Breg pri Litiji. Leta 2015 je imelo 31 prebivalcev.